# Doswellia
Doswellia foi um réptil pré-histórico que viveu nos pântanos da América do Norte no final do período Triássico, da Era Mesozóica, 220 milhões de anos atrás. Com aproximadamente 1,80 metros de comprimento, o Doswellia era um parente muito distante dos crocodilos. Não se sabe a que ordem pertencia. Como os dentes do animal nunca foram encontrados, nada se sabe sobre sua dieta.